# Cerkiew św. Teodora w Beracie
Cerkiew św. Teodora (alb. Kisha e Shën Todrit) – prawosławna cerkiew w Beracie, okręgu Berat, w Albanii. Usytuowana jest na wzgórzu Starego Miasta wewnątrz zamku w pobliżu wejścia do twierdzy.

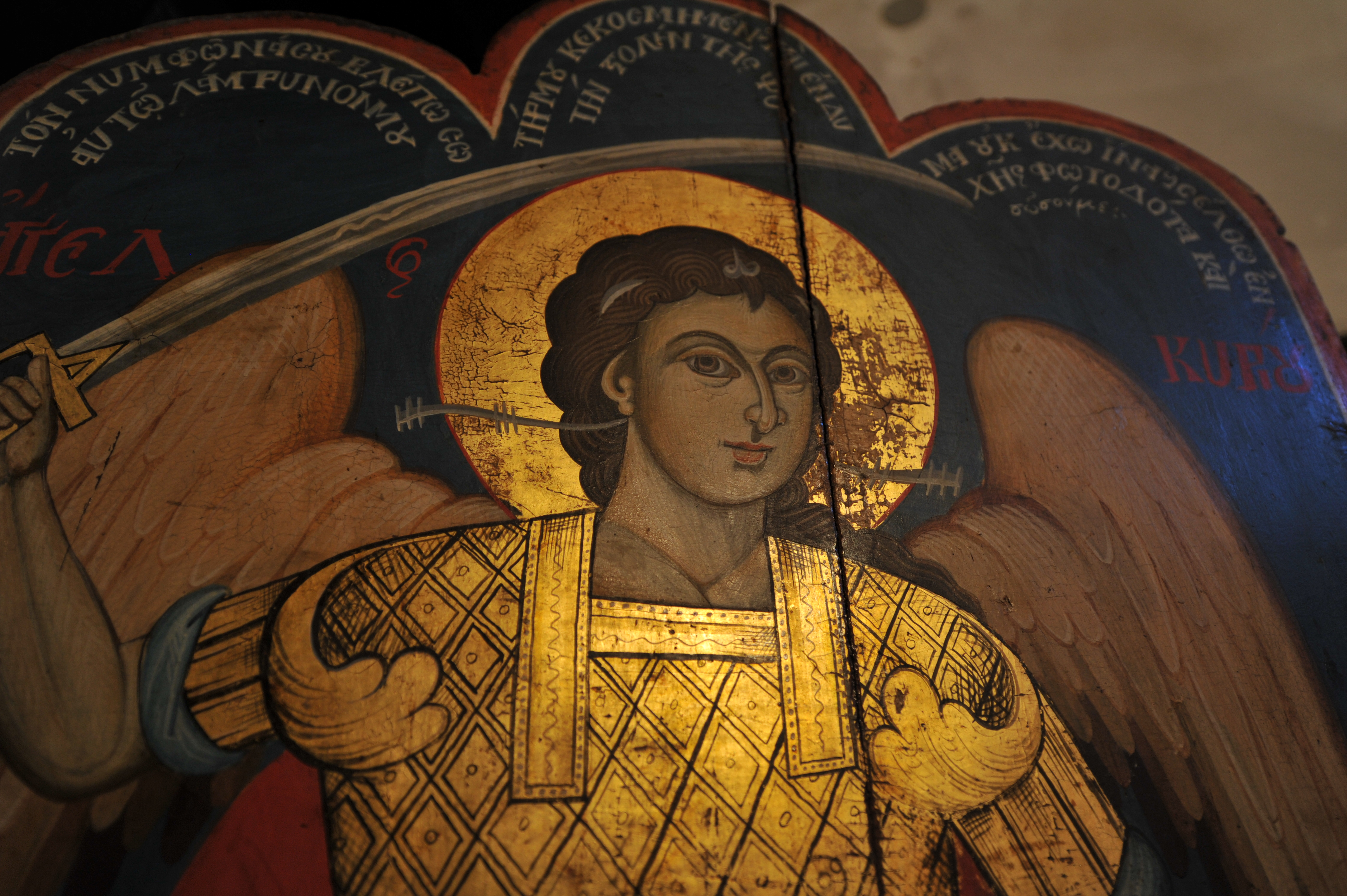
Mozaika wewnątrz cerkwi

Cerkiew została zbudowana w XVI wieku na ruinach wcześniejszego kościoła pochodzącego z okresu późnego antyku. Z tego okresu zachowały się dwie kolumienki wmurowane w okno absydy. Wewnątrz cerkwi zachowały się oryginalne freski namalowane w połowie XVI wieku przez mistrza Onufrego, którego muzeum znajduje się w położonej w sąsiedztwie katedrze Zaśnięcia Najświętszej Marii Panny. Zachowały się m.in. freski przedstawiające Świętego Teodora oraz Bazylego Wielkiego. Ściany świątyni zbudowane są z różnej wielkości kamieni, dach pokryty jest dachówką, podłoga wyłożona białymi płytkami.
Po ogłoszeniu w 1967 roku przez Envera Hoxhę „Rewolucji Ideologicznej i Kulturalnej” i deklarowaniu Albanii pierwszym na świecie państwem ateistycznym, rozpoczęły się represje wobec wszystkich wspólnot religijnych i kościołów w Albanii. Obiekty sakralne przejęło państwo, większość z nich zostało zdewastowanych, a nawet zburzonych. Jak większość obiektów sakralnych cerkiew św. Teodora przez ponad 30 lat ulegała zniszczeniom.
W 1948 obiekt został wpisany na listę religijnych zabytków kulturowych Albanii (Objekte fetare me statusin Monument Kulture).